# بتل (کارولینای شمالی)
بتل (به انگلیسی: Bethel) شهری در ایالت کارولینای شمالی کشور ایالات متحده آمریکا است که جمعیت آن در سرشماری سال ۲۰۱۰ میلادی، ۱٬۵۷۷ نفر بوده‌است.